# San Andrés Cohamiata
San Andrés Cohamiata "TateiKie" en idioma (huichol [Wixárika]) es una localidad que está situada en el municipio de Mezquitic (en el Estado de Jalisco en México). Tiene 806 habitantes. San Andrés Cohamiata está a 1950 metros de altitud. 
En la localidad hay 381 hombres y 425 mujeres. La relación mujeres/hombres es de 1.115. El ratio de fecundidad de la población femenina es de 2.96 hijos por mujer. El porcentaje de analfabetismo entre los adultos es del 16% (8.92% en los hombres y 22.35% en las mujeres) y el grado de escolaridad es de 5.09 (6.34 en hombres y 4.01 en mujeres).
Es la principal comunidad 'wixárika (huichol [virraɾica]) de Jalisco  la estructura política está íntimamente vinculada a la religiosa, y es a través de los cargos políticos como el Gobernador Tradicional, el Agrario y el Delegado Municipal como se toman las decisiones por consenso comunitario, a través de la Asamblea comunitaria, máxima figura, dentro de su organización política.
Dentro de las actividades productivas de la región wixárika se encuentran la agricultura, la principal fuente de autosustento, le sigue la ganadería y la elaboración y venta de artesanías. Otras actividades tradicionales que se desarrollan en menor escala es la caza y la pesca; recientemente, empleos en puestos gubernamentales, educativos y militares. La migración a la costa y a otros estados para desempeñar labores de pizca en cultivos foráneos son, en buena medida, las alternativas que han encontrado los pobladores para contrarrestar la poca oferta laboral.